# Acalolepta nivosa
Acalolepta nivosa är en skalbaggsart som först beskrevs av White 1858.  Acalolepta nivosa ingår i släktet Acalolepta och familjen långhorningar.
Artens utbredningsområde är Sri Lanka. Inga underarter finns listade i Catalogue of Life.